# Самый маленький викинг
«Самый маленький викинг» (норв. Sigurd Drakedreper, англ. The Littlest Viking) — приключенческий фильм 1989 года производства Норвегии. Это совместная работа двух режиссёров — Кнута Йорфалда и Ларса Касмуссена, которые вместе написали сценарий и сняли сам фильм. Сценарий к фильму был написан на основе повести «Сигурд — истребитель драконов» (норв. Sigurd Drakedreper), написанной норвежской писательницей Туриль Торстад Хаугер в 1982 году.
Главные роли исполнили Кристиан Тонби (норв. Kristian Tonby), Пер Янсен (норв. Per Jansen), Брит Элизабет Хаагенсли (норв. Brit Elisabeth Haagensli), Терье Стромдаль, Рулле Смит и Пер Кристиан Эрдрехус.

## Сюжет
Действие фильма происходит во времена викингов. Сигурд — маленький мальчик, ему всего лишь 12 лет, но он уже должен воевать наравне с другими воинами. Отец и старший брат Сигурда очень жестоки, они заняты только убийством воинов соседнего племени и рассказами о таких своих подвигах.
Сам Сигурд — храбрый воин, но не такой жестокий как его родственники. Прославился же мальчик тем, что сумел победить дракона. Кроме того, он спасает девочек, попавших в беду. А самое главное — Сигурду удаётся прекратить вражду между своим и соседним племенем.

## В ролях
- Главные роли
  - Кристиан Тонбю — Сигурд Победитель дракона
  - Пер Янсен — Орм Викинг
  - Брит Элизабет Хогенсли — Эдда
  - Пер Кристиан Эрдрехус — Ари
  - Терье Стромдаль — ярл
  - Рулле Смит — жена ярла
- Другие роли
  - Андерс Эйдсволл — Торд
  - Кристиан Брейвик — Рейм
  - Салли Кембле — девочка с торга
  - Эрленд Хага — Оттар Иллуги
  - Свен Нордин
  - Катрин Банг — Ворона
  - Йоахим Калмайер — Торарин Резчик
  - Рольф Сёдер
  - Ганс Якоб Санд
  - Мортен Спитен
  - Пиа Розенберг — Тир

## Другие названия
- Оригинальное название: Sigurd Drakedreper
- Самый маленький викинг
- Sigurd Lohikäärmeentappaja
- The Littlest Viking